# 而河马被煮死在水槽里
《而河马被煮死在水槽里》（英語：And the Hippos Were Boiled in Their Tanks）是杰克·凯鲁亚克和威廉·巴勒斯于1945年合著的小说。故事取自哥伦比亚大学的校园命案，小说的场景和人物皆以真实事件为原型。由于涉及真实事件，小说被埋藏63年，直到凶手和两位作者皆过世，才在2008年首次出版。2012年，人民文学出版社出版首部中文译本。
小说以冷硬派侦探小说的写法，由两位作者交互各写一章，描述了纽约一群放荡不羁的年轻人，充斥着毒品和艺术、困扰和残酷的生活。

## 创作背景
1944年夏天，哥伦比亚大学的校园谋杀案震惊了美国垮掉派的成员。
卢西恩·卡尔是杰克·凯鲁亚克的朋友，在一次酒醉争吵中杀死了爱慕他多年的戴夫·卡默勒。卡默勒多年前曾是卡尔在圣路易斯的童子军队长。1944年8月13日晚，卡尔和卡默勒在曼哈顿河滨公园共享葡萄酒，直到太阳升起时卡尔用童子军的刀刺卡默勒的胸口，并將其扔进了哈德逊河。
卡默勒也是巴勒斯的老友。当时兇手19岁，被害者32岁。作者凯鲁亚克22岁，而巴勒斯30岁，凯鲁亚克和巴勒斯原本对犯罪漠不关心，但他们从中发现了无法抗拒的文学潜力。富家子弟和颓废青年的犯罪，在当时成了报纸的头版新闻。凯鲁亚克和巴勒斯在卡尔向他们求救以后遭警察盘查，两人决定等到卡尔入狱，共同创作一部真实的犯罪小说。
两人于1945年完成小说以后，就将该作提交给美国大部份的出版商，然而并没有人接受。凯鲁亚克觉得很奇怪，甚至在给妹妹的一封信中抱怨，没有人对此感兴趣。1980年中期，巴勒斯则对他的自传作者说：「它不够耸人听闻，写的也不够好」。
故事的原型卢西恩·卡尔是受人敬重的合众国际社编辑，而他在书中却是一名凶手。卡尔并不喜欢自身的故事受人关注，因此多次阻扰小说的出版。
2008年，直到卡尔过世后，巴勒斯的文学代理人才将手稿释出，《而河马被煮死在水槽里》得以出版。至此，所有的主要当事者、作者凯鲁亚克和巴勒斯皆已过世。